# Euteloida
Euteloida är ett släkte av steklar. Euteloida ingår i familjen puppglanssteklar.
Kladogram enligt Catalogue of Life:
| Euteloida | \| \| Euteloida basalis \| \| \| \| \| \| Euteloida subnigra \| \| \| \| |
|           | \| \| Euteloida basalis \| \| \| \| \| \| Euteloida subnigra \| \| \| \| |
|           | Euteloida basalis                                                        |
|           |                                                                          |
|           | Euteloida subnigra                                                       |
|           |                                                                          |